# U.S. Highway 92
Der U.S. Highway 92 (auch U.S. Route 92 oder US 92) ist ein Highway, der auf 292 km Länge innerhalb des Bundesstaates Florida von Saint Petersburg nach Daytona Beach verläuft. Die wichtigsten Städte, die der Highway passiert, sind Tampa, Lakeland und Orlando.
Der Highway trägt die verdeckte Bezeichnung Florida State Road 600.
In Kissimmee kreuzt eine Nebenroute des U.S. 92 die Strecke, der U.S. Highway 192.